# Roman Kononenko
Pour les articles homonymes, voir Kononenko.
Roman Kononenko (né le 13 avril 1981 à Simferopol) est un coureur cycliste ukrainien. Spécialiste de la poursuite par équipes, il a notamment remporté la médaille de bronze de la discipline lors des championnats du monde de 2006 à Bordeaux et médaillé d'argent l'année suivante à Majorque.

## Palmarès

### Championnat du monde
Bordeaux 2006
 Médaillé de bronze de la poursuite par équipes
Majorque 2007
 Médaillé d'argent de la poursuite par équipes

### Coupe du monde
- 2002
  - 2e de la poursuite par équipes à Moscou

- 2003
  - 3e de la poursuite par équipes à Moscou

- 2004
  - 2e de la poursuite par équipes à Moscou

- 2004-2005
  - 1er de la poursuite par équipes à Moscou (avec Volodymyr Dyudya, Vitaliy Popkov, Volodymyr Zagorodny)
  - 3e de la poursuite par équipes à Los Angeles

- 2005-2006
  - 3e de la poursuite par équipes à Moscou

- 2006-2007
  - 3e de la poursuite par équipes à Sydney

- 2008-2009
  - 3e de la poursuite par équipes à Melbourne

- 2009-2010
  - 3e de la poursuite à Manchester

### Championnats d'Europe
- Champion d'Europe espoirs de poursuite par équipes en 2002 et 2003 (avec Volodymyr Dyudya, Vitaliy Popkov, Volodymyr Zagorodny)

## Palmarès sur route
2008
4e étape du Tour de Thuringe